# Taeniophyllum grandiflorum
Taeniophyllum grandiflorum är en orkidéart som beskrevs av Rudolf Schlechter. Taeniophyllum grandiflorum ingår i släktet Taeniophyllum och familjen orkidéer. Inga underarter finns listade i Catalogue of Life.